# Représentations diplomatiques des Palaos
Ceci est une liste des représentations diplomatiques des Palaos.
La république des Palaos, petit État insulaire du Pacifique dans un traité de libre-association avec les États-Unis, ne dispose que d'un petit nombre de missions diplomatiques et de consulats.

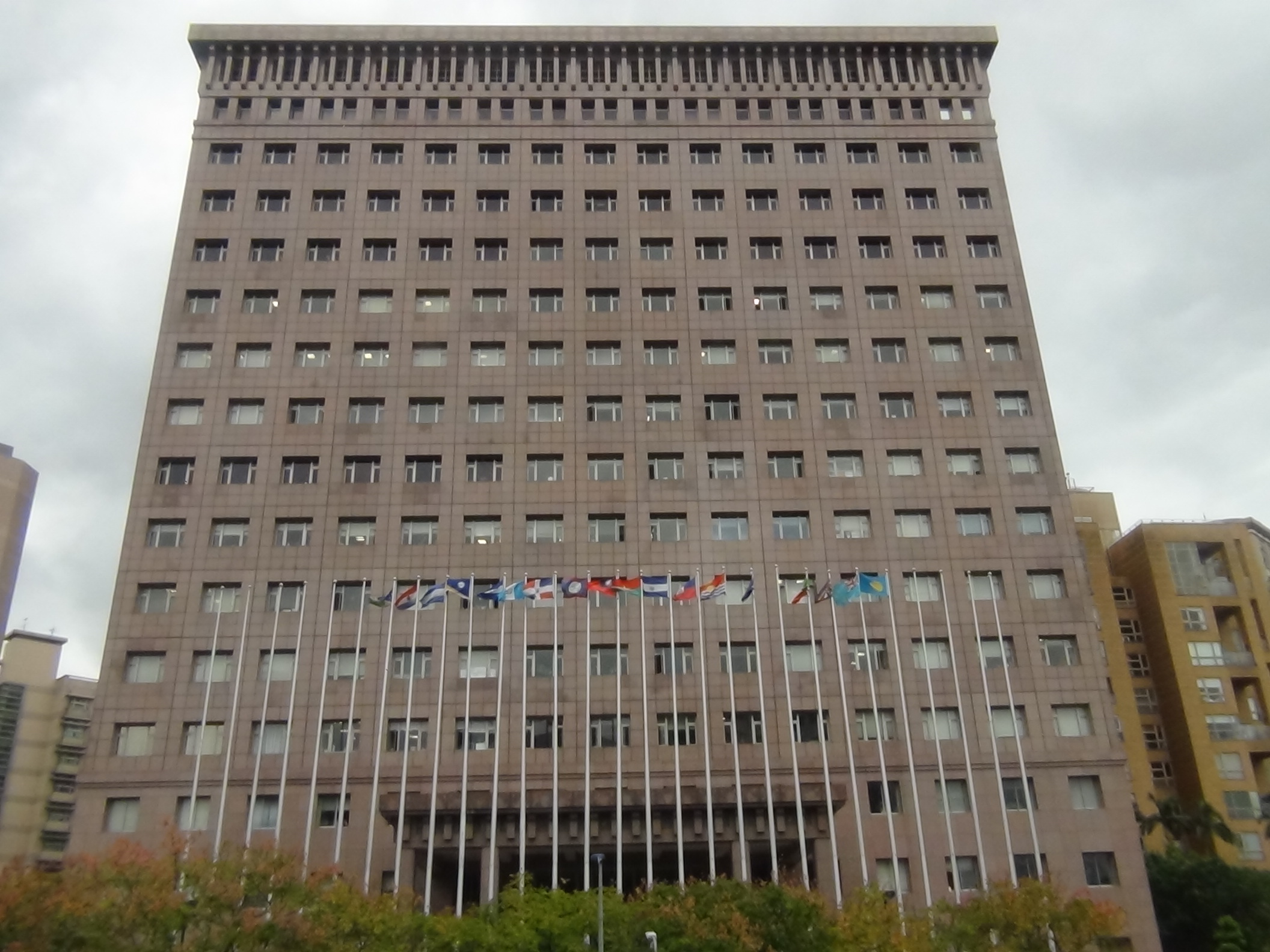
Ambassade des Palaos à Taipei

## Amérique
- États-Unis
  - Washington[1] (Ambassade)

## Asie
- Japon
  - Tokyo[2] (Ambassade)
- Philippines
  - Manille[3] (Ambassade)
- Taïwan
  - Taipei[4] (Ambassade)
- Viêt Nam
  - Hanoï (Consulat général)

## Europe
- Belgique
  - Bruxelles (Ambassade)
- Royaume-Uni
  - Batley[5] (Consulat honoraire)

## Océanie
- Guam
  - Hagåtña (Consulat général)
- Îles Mariannes du Nord
  - Saipan (Consulat général)

## Organisation internationales
- ONU
  - New York[6] (Mission permanente)